# لويس إف. لين
لويس إف. لين هو سياسي أمريكي، ولد في 5 نوفمبر 1796 في لويفيل في الولايات المتحدة، وتوفي في 3 أكتوبر 1843 في سنت جينيفيف في الولايات المتحدة. نشط حزبياً في الحزب الديمقراطي.

## مناصب
- انتخب عضو مجلس الشيوخ الأمريكي [الإنجليزية]‏ عن دائرة Missouri Class 3 senate seat ‏ وقد انضم خلال فترته النيابية [الإنجليزية]‏ (4 مارس 1843 – 3 أكتوبر 1843) للكتلة البرلمانية الحزب الديمقراطي.
- انتخب عضو مجلس الشيوخ الأمريكي [الإنجليزية]‏ عن دائرة Missouri Class 3 senate seat ‏ وقد انضم خلال فترته النيابية [الإنجليزية]‏ (4 مارس 1841 – 4 مارس 1843) للكتلة البرلمانية الحزب الديمقراطي.
- انتخب عضو مجلس الشيوخ الأمريكي [الإنجليزية]‏ عن دائرة Missouri Class 3 senate seat ‏ وقد انضم خلال فترته النيابية [الإنجليزية]‏ (4 مارس 1839 – 4 مارس 1841) للكتلة البرلمانية الحزب الديمقراطي.
- انتخب عضو مجلس الشيوخ الأمريكي [الإنجليزية]‏ عن دائرة Missouri Class 3 senate seat ‏ وقد انضم خلال فترته النيابية [الإنجليزية]‏ (4 مارس 1837 – 4 مارس 1839) للكتلة البرلمانية الحزب الديمقراطي.
- انتخب عضو مجلس الشيوخ الأمريكي [الإنجليزية]‏ عن دائرة Missouri Class 3 senate seat ‏ خلال فترته النيابية [الإنجليزية]‏ (4 مارس 1835 – 4 مارس 1837).
- انتخب عضو مجلس الشيوخ الأمريكي [الإنجليزية]‏ عن دائرة Missouri Class 3 senate seat ‏ خلال فترته النيابية [الإنجليزية]‏ (25 أكتوبر 1833 – 4 مارس 1835).
- انتخب عضو مجلس الشيوخ الأمريكي [الإنجليزية]‏.